# مقاطعة بيلغورود
بيلغورود أوبلاست هي إحدى الكيانات الفدرالية في روسيا. وتحوي المدن والقرى التالية: أليكسييفكا، بروخوروفكا (حيث جرت أكبر معركة دبابات في التاريخ وهي معركة بروخورووفكا). تقع في الجزء الجنوبي الغربي من روسيا 500-700كم جنوب موسكو ==
تم تشكيل منطقة بيلغورود في 6 يناير 1954 ومنذ تلك الفترة لم تتغير حدودها .

## الموقع الجغرافي
منطقة بيلغورود جزء من المنطقة الاقتصادية الوسطى-تشيرنزوم- والمنطقة الاتحادية المركزية في الجنوب للاتحاد الروسي . يحدها مناطق لوغانسك وخاركوف وسومي في أوكرانيا، في الشمال والشمال الغربي، مع منطقة كورسك في الشرق - مع منطقة فورونيج. ويبلغ طول حدودها حوالي 1150 كم، منها 540 كم مع أوكرانيا.
وتبلغ مساحة المنطقة 27.1 ألف كيلومتر مربع، ويبلغ طولها من الشمال إلى الجنوب حوالي 190 كيلومترا، من الغرب إلى الشرق - حوالي 270 كيلومترا .

## المناخ
يتراوح متوسط درجة حرارة الهواء السنوية من +5.4 درجة في الشمال إلى +6.8 درجة في الجنوب الشرقي. أبرد شهر هو يناير. وتعبر الأجزاء الشرقية والجنوبية الشرقية من المنطقة، في المتوسط، محور فويكوف، الذي يمارس تأثيرا معينا على المناخ، لا سيما في هذه المناطق. فترة خالية من الصقيع لمدة 155-160 يوما، ومدة الوقت الشمسية هو 1800 ساعة.

## معرض صور

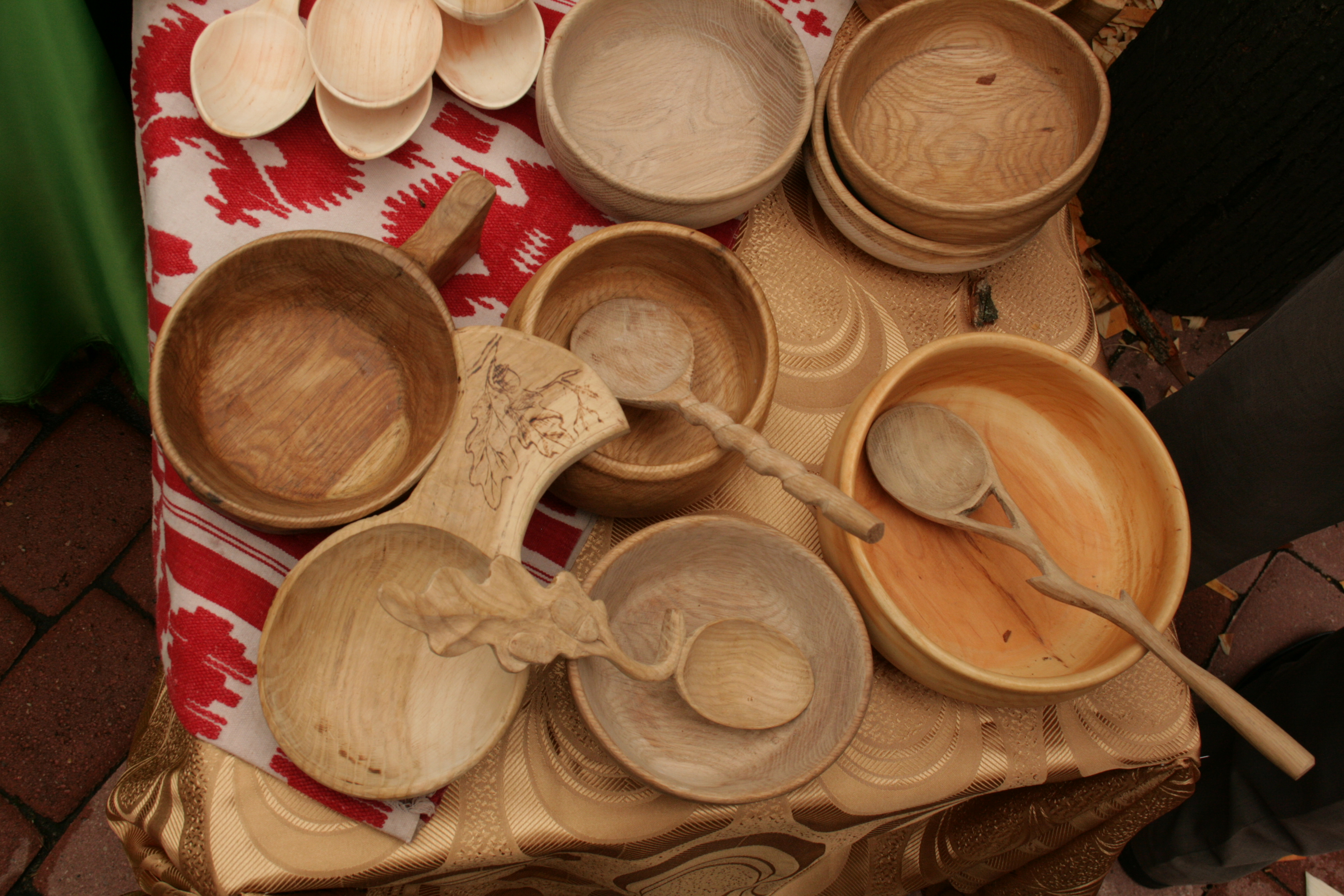
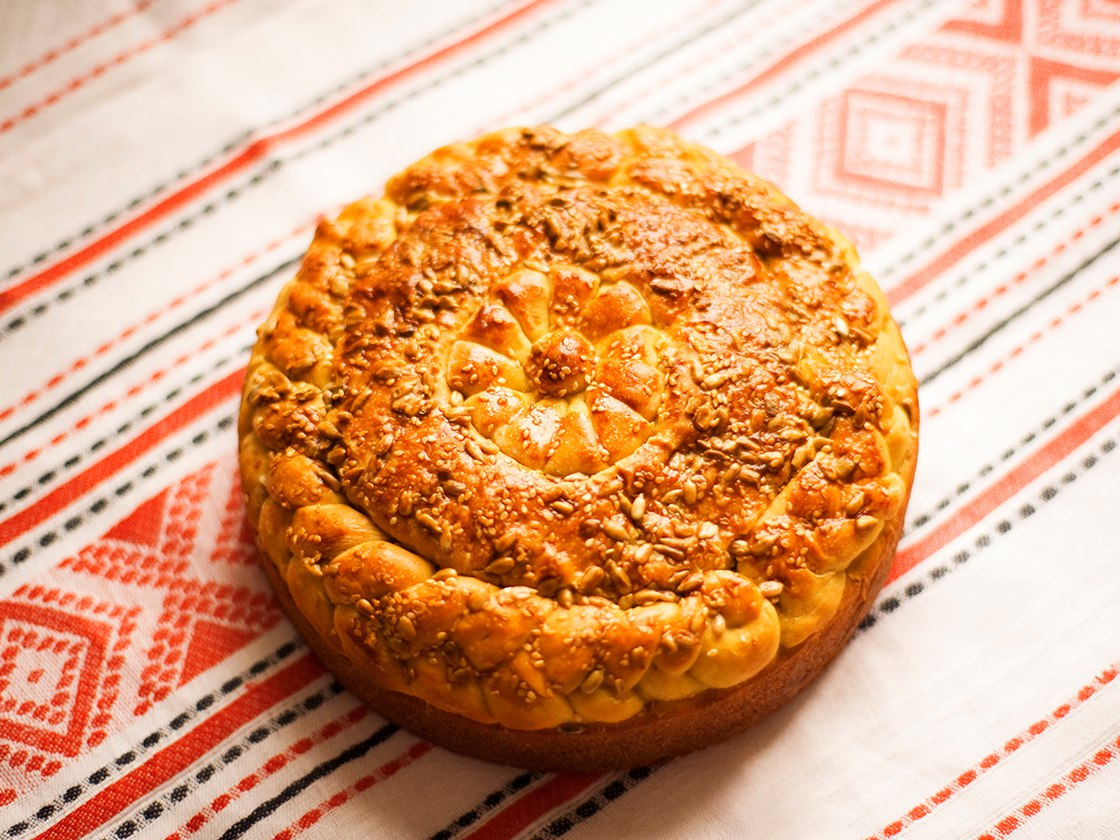
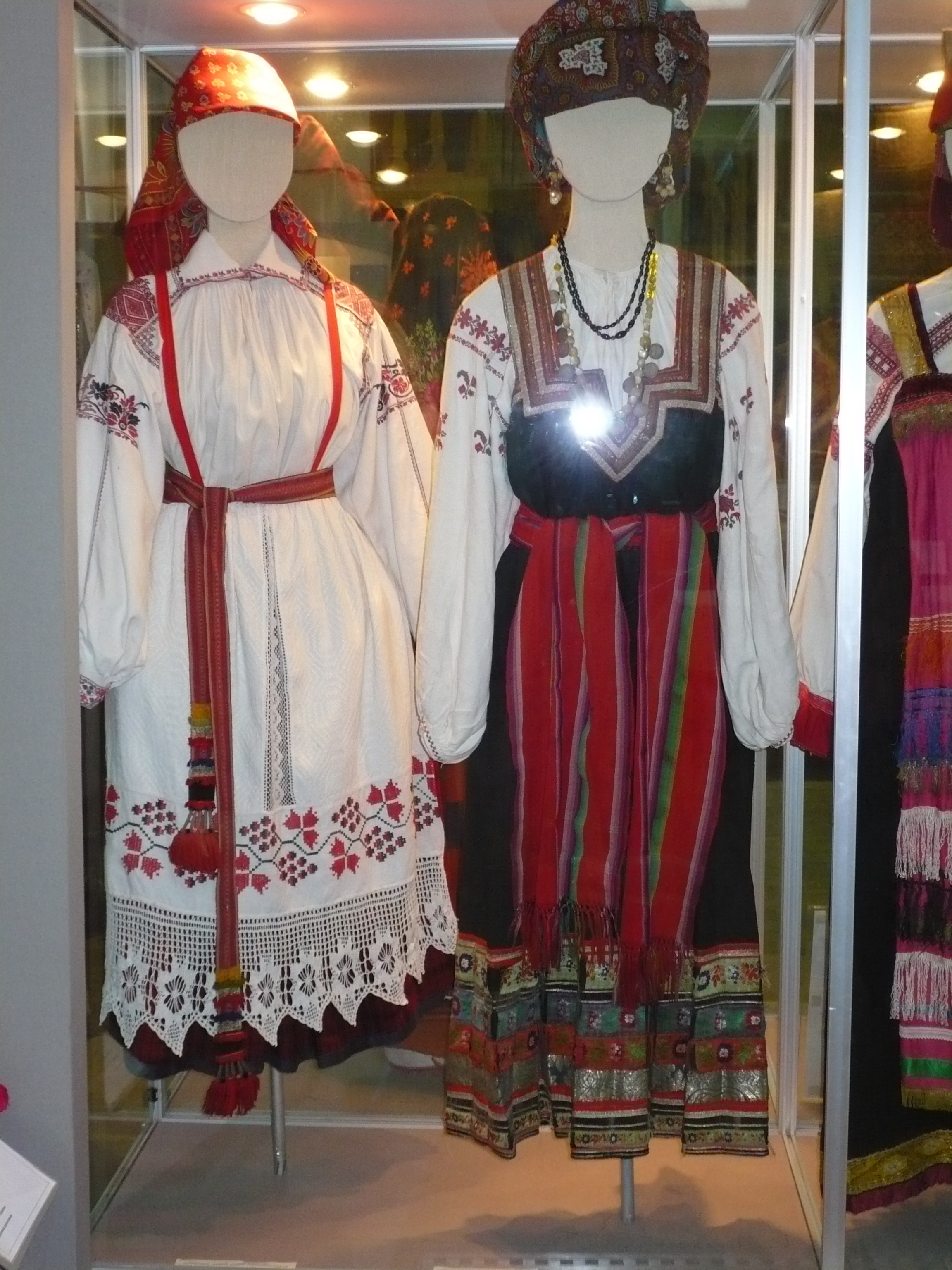

## الكيانات الفدرالية في المقاطعة
- بيلغورود
- بيريوخ
- غرايفورون
- غوبكين
- كوروتشا
- نوفي اوسكول
- شيبكينو
- ستاري اوسكول
- سترويتل
- فالويكي